# Fujimoto Tatsuki
Fujimoto Tatsuki (Nhật: 藤本 タツキ sinh ngày 10 tháng 10, 1992 hoặc 1993) là một mangaka người Nhật Bản, nổi tiếng qua hai tác phẩm Fire Punch và Chainsaw Man.

## Cuộc đời
Fujimoto sinh vào ngày 10 tháng 10 năm 1992 hoặc 1993, tại Nikaho, Akita, Nhật Bản. Ông bắt đầu học vẽ từ rất sớm. Vì không có trường dự bị đại học gần nhà nên ông đã đến lớp học vẽ mà trước đây ông của ông từng tham gia và học vẽ tranh sơn dầu. Ông tốt nghiệp ngành Hội họa phương Tây tại Đại học Mĩ thuật và Thiết kế Tohoku tại Yamagata, Yamagata vào năm 2014.

## Tác phẩm

### Manga dài kỳ
- Fire Punch (ファイアパンチ Faia Panchi?) (2016–2018) — đăng dài kì trên Shōnen Jump+ và phát hành bởi Shueisha, gồm 8 tập.
- Chainsaw Man (チェンソーマン Chensō Man?) (2018–nay) — đăng dài kì trên Weekly Shōnen Jump (2018–2020) và Shōnen Jump+ (2022–), phát hành bởi Shueisha, gồm 11 tập.

### One-shot
- Cách nhìn về chính nghĩa (正義の見方 Seigi no Mikata?) (2013) — Chưa công khai
- Máy bay giấy (かみひこうき Kami Hikouki?) (2013) — Chưa công khai
- Thanh kiếm phục thù (復讐の剣 Fukushū no ken?) — Chưa công khai
- Tập truyện ngắn của Fujimoto Tatsuki (藤本タツキ短編集 Fujimoto Tatsuki Tanpenshū?) (2021)
  - Ở ngoài sân từng có hai con gà (庭には二羽ニワトリがいた Niwa ni wa Niwa Niwatori ga ita?) (2011)
  - Sasaki chặn được viên đạn rồi (佐々木くんが銃弾止めた Sasaki-kun ga Juudan Tometa?) (2013)
  - Tình yêu là mù quáng (恋は盲目 Koi wa Moumoku?) (2013)
  - Thích khách (シカク Shikaku?) (2014)
  - Rhapsody nhân ngư (人魚ラプソディ Ningyo Rhapsody?) (2014)
  - Nayuta trong lời tiên tri (予言のナユタ Yogen no Nayuta?) (2015) — Phát hành trên Jump Square
  - Bệnh khi thức dậy thì đã trở thành con gái (目が覚めたら女の子になっていた病 Me ga Sametara Onnanoko ni Natteita Yamai?) (2017) — Phát hành trên Shōnen Jump+
  - Chị gái của em gái (妹の姉 Imōto no Ane?)  (2018) — Phát hành trên Jump Square
- Look Back (ルックバック Rukku Bakku?) (2021) — Phát hành trên Shōnen Jump+, đóng thành 1 tập
- Tạm biệt Eri (さよなら絵梨 Sayonara Eri?) (2022) — Phát hành trên Shōnen Jump+
- Lắng nghe bình thường giùm đi (フツーに聞いてくれ Futsū ni Kiitekure?) (2022) — Minh họa bởi Tōda Oto; phát hành trên Shōnen Jump+